# Martin T. Bohl
Martin T. Bohl (* 14. September 1962 in Fulda) ist ein deutscher Ökonom.

## Leben und Werk
Bohl studierte, promovierte und habilitierte sich an der Justus-Liebig-Universität in Gießen. Neben seiner Forschungszeit in Gießen war er als Forscher in Spanien, Kanada und den USA tätig. Er folgte 2000 einem Ruf an die Europa-Universität Viadrina in Frankfurt (Oder) und war dort Sprecher des DFG-Graduiertenkollegs „Kapitalmärkte und Finanzwirtschaft im erweiterten Europa“. Er folgte 2006 einem Ruf an die Westfälische Wilhelms-Universität in Münster, wo er den Lehrstuhl für Volkswirtschaftslehre, insbesondere Monetäre Ökonomie besetzt.
Er gilt als Fachmann für Geld und Währung, was sich in zahlreichen Drittmittelprojekten und vielen Publikationen in nationalen und internationalen referierten Zeitschriften zeigt.